# Ростоцкий, Станислав Иосифович
Станисла́в Ио́сифович Росто́цкий (21 апреля 1922, Рыбинск, РСФСР — 10 августа 2001, Выборгский район, Ленинградская область, Россия) — советский кинорежиссёр, сценарист, педагог, публицист; народный артист СССР (1974), лауреат Ленинской премии (1980), двух Государственных премий СССР (1970, 1975) и премии Ленинского комсомола (1974). Участник Великой Отечественной войны. Двухкратный номинант на премию «Оскар».
Отец киноактёра, кинорежиссёра, сценариста, каскадёра, телеведущего, заслуженного артиста РСФСР Андрея Ростоцкого (1957—2002).

## Биография

### Ранние годы
Станислав Ростоцкий родился в городе Рыбинске Рыбинской губернии (ныне Ярославская область России) 21 апреля 1922 года в семье врача Иосифа Болеславовича и модистки Лидии Карловны Ростоцких. Отец происходил из польского аристократического рода; дед служил генералом в Русской императорской армии, был назначен прокурором лично государем императором. Отец был известным врачом, занимался организацией медицины в СССР. Бабушка по матери была француженкой.
В возрасте пяти лет Станислав посмотрел фильм Сергея Эйзенштейна «Броненосец „Потёмкин“» и «заболел» кинематографом. В 1936 году исполнил небольшую роль в фильме Эйзенштейна «Бежин луг», который так и не вышел на экраны. В 16 лет Ростоцкий пришёл к Эйзенштейну со своим сценарием, и Сергей Михайлович убедил его в том, что только начитанный, высокообразованный человек может стать режиссёром.
Под влиянием бесед с Эйзенштейном по окончании школы в 1940 году Ростоцкий поступил в Московский институт философии и литературы, планируя затем пойти во ВГИК. В мирное время числился нестроевым из-за болезни позвоночника, однако в первые месяцы войны, марте 1942 года, его призвали в армию.

### На войне
В качестве рядового служил сначала в 46-й запасной стрелковой бригаде, дислоцировавшейся у станции Сурок в Марийской АССР. В сентябре 1943 года «сбежал» на фронт. В звании гвардии рядового служил фотокорреспондентом в 6-м гвардейском кавалерийском корпусе. Участвовал в боях, пройдя путь от Вязьмы и Смоленска до Ровно, а корпус закончил войну в Праге.

11 февраля 1944 года получил тяжёлое ранение в сражении 29-го гвардейского кавалерийского полка под Дубно, куда был направлен с заданием:
По мне танк проехал… Жив я остался только благодаря друзьям и тому, что вот эта (нижняя — прим.) часть тела провалилась в окопчик. Поэтому была разрушена только нога и грудная клетка. И рука была оторвана. А потом ещё осколком в лоб съездило… Я был абсолютно беспомощный, и молодцы ребята, что отняли у меня пистолет. Потому что, если бы они не отняли, то я бы, наверное, застрелился.
Он был спасён одним из солдат, затем фронтовая медсестра Анна Чугунова дотащила его до госпиталя. Именно ей Ростоцкий посвятил свой фильм «А зори здесь тихие». Потом были госпитали в Ровно и Москве, операции, пункции, перевязки. В августе 1944 года вышел инвалидом второй группы. Из-за развившейся гангрены ему ампутировали ногу ниже колена, и всю оставшуюся жизнь он носил протез. При этом вёл активный образ жизни, и многие даже не догадывались о его травме. Он отказывался ходить с палкой даже в конце жизни, когда испытывал особенно острые боли.

### В кино
В сентябре 1944 года поступил на режиссёрский факультет ВГИКа в мастерскую Григория Козинцева. Учился семь лет, поскольку одновременно с учёбой работал на фильмах мастера на киностудии «Ленфильм». Когда учёба подошла к концу, Козинцев выделил его как режиссёра, готового сразу работать в художественном кинематографе. Тем не менее дипломный фильм «Пути-дороги» не выпустили на экраны по идейным соображениям, положив на полку. Он вышел только после ХХ съезда КПСС, когда его посмотрел и одобрил Никита Хрущёв («фильм отвечал его настроениям»).
В 1952 году Ростоцкий получил направление на киностудию им. М. Горького, где проработал всю жизнь. Был автором и соавтором сценариев собственных фильмов. Дважды его фильмы были номинированы на «Оскар» («А зори здесь тихие», «Белый Бим Чёрное ухо»). По опросам журнала «Советский экран», трижды его картины признавались лучшими фильмами года («А зори здесь тихие», «Доживём до понедельника», «Белый Бим Чёрное ухо»).
Член ВКП(б) с 1951 года. Преподавал во ВГИКе. Был председателем жюри 9-го, 10-го, 11-го, 12-го и 13-го Московских международных кинофестивалей. Опубликовал множество статей в журналах «Искусство кино», «Советский экран», в сборниках воспоминаний о Сергее Эйзенштейне, Григории Козинцеве, Андрее Москвине, Леониде Быкове.
Входил в состав правления Союза кинематографистов СССР вплоть до 1986 года, когда на скандальном V съезде этой творческой организации его и других заслуженных режиссёров сместили с постов, обвинив в «официозном подходе и кумовстве». По словам невестки Марианны Ростоцкой, это не особо его расстроило, однако он сильно переживал из-за общей ситуации в стране и предрекал наступление «диктатуры рынка». Уже в 1988 году он критиковал резкий крен искусства в сторону вульгарности и негативного влияния на молодых людей.

### Поздние годы
В поздние годы Ростоцкий снял лишь один фильм («Из жизни Фёдора Кузькина», 1989), после чего покинул кино. В более поздних интервью режиссёр говорил, что ему больше нечего сказать, и что современное состояние кино повергает его в ужас. Последние годы жил уединённо в доме у Финского залива, посвятив себя любимому хобби — рыбалке. Также регулярно участвовал в кинофестивале «Окно в Европу». В кино вернулся лишь раз, в 1998 году, исполнив роль генерала Синтянина в многосерийном телефильме Александра Орлова «На ножах» по роману Николая Лескова.
Станислав Иосифович Ростоцкий скоропостижно скончался 10 августа 2001 года за рулём автомобиля на пути из Высоцка в Выборг, куда ехал для участия в очередном фестивале в качестве президента. По словам жены, он целый день жаловался на сердце, однако машину повёл сам. Управляя автомобилем, почувствовал острую боль в груди, смог съехать на обочину. Звонок от супруги на пульт «скорой помощи» поступил в 23:02. По словам Александра Койдана, главврача Выборгской станции «скорой медицинской помощи», режиссёра, скорее всего, можно было спасти, если бы у бригады интенсивной терапии был дефибриллятор, который работает от бортовой сети автомобиля. Похоронен в Москве на Ваганьковском кладбище (уч. 12А).

## Семья
- Отец — Иосиф Болеславович Ростоцкий (1890—1965), врач-организатор, известный деятель советского здравоохранения. Выпускник медицинского факультета Московского университета (1914), доцент, автор множества трудов по медицине. Секретарь учёного медицинского Совета Наркомздрава СССР, заместитель начальника Управления городских больниц при Министерстве здравоохранения СССР[17][6]. В Великую Отечественную войну был старшим инспектором Главного управления эвакогоспиталей Наркомздрава, за что был отмечен Орденом Трудового Красного Знамени[18].
- Мать — Лидия Карловна Ростоцкая (1882—1964), домохозяйка.
- Брат — Болеслав Норберт Иосифович Ростоцкий (1912—1981), советский театровед, критик, профессор ГИТИСа[4].
- Жена — Нина Евгеньевна Меньшикова (1928—2007), актриса. Народная артистка РСФСР (1977). Познакомились во время проб к дипломному фильму Ростоцкого «Пути-дороги» (1952).
  - Сын — Андрей Станиславович Ростоцкий (1957—2002), актёр и режиссёр. Заслуженный артист РСФСР (1991). Андрей разбился и погиб 5 мая 2002 года во время съёмок, упав с порога водопада Девичьи слёзы в Сочи.
    - Внучка — Ольга.

## Фильмография

### Режиссёр
- 1952 — Пути-дороги (дипломная работа, на экраны вышел в 1956)
- 1955 — Земля и люди (по рассказам Г. Троепольского «Записки агронома»)
- 1957 — Дело было в Пенькове
- 1959 — Майские звёзды
- 1962 — На семи ветрах
- 1963 — Зимние этюды (короткометражный)
- 1966 — Герой нашего времени
- 1968 — Доживём до понедельника
- 1972 — А зори здесь тихие
- 1977 — Белый Бим Чёрное ухо
- 1979 — Профессия — киноактёр (документальный)
- 1980 — Эскадрон гусар летучих (совместно с Н. Хубовым)
- 1985 — И на камнях растут деревья (совм. с К. Андерсеном)
- 1989 — Из жизни Фёдора Кузькина

### Сценарист
- 1957 — Дело было в Пенькове
- 1962 — На семи ветрах (совместно с А. Галичем)
- 1966 — Герой нашего времени
- 1970 — Как стать мужчиной (киноальманах) (совместно с Н. Григорьевой, В. Титовым)
- 1972 — А зори здесь тихие (совместно с Б. Васильевым, автором сценария)
- 1977 — Белый Бим Чёрное ухо
- 1979 — Профессия — киноактёр (документальный)
- 1985 — И на камнях растут деревья (совместно с А. Александровым, Г. Шумским)
- 1989 — Из жизни Фёдора Кузькина (совместно с Б. Можаевым)

### Второй режиссёр
- 1953 — Таинственная находка

### Художественный руководитель
- 1971 — Пятнадцатая весна

### Актёр
- 1935 — Бежин луг — эпизод
- 1998 — На ножах — генерал Иван Демьянович Синтянин, муж Александры
- 2002—2009 — Разведённые мосты — человек с удочкой на табуретке

### Участие в фильмах
- 1964 — Я — кинолюбитель (документальный)
- 1995 — Екатерина Савинова (из цикла телепрограмм канала ОРТ «Чтобы помнили») (документальный)

### Архивные кадры
- 2006 — Станислав Ростоцкий (из цикла передач телеканала ДТВ «Как уходили кумиры») (документальный)
- 2007 — Станислав Ростоцкий (из телевизионного документального цикла «Острова»).
- 2010 — Станислав Ростоцкий и Нина Меньшикова (из телевизионного документального цикла «Больше, чем любовь»)

## Звания и награды

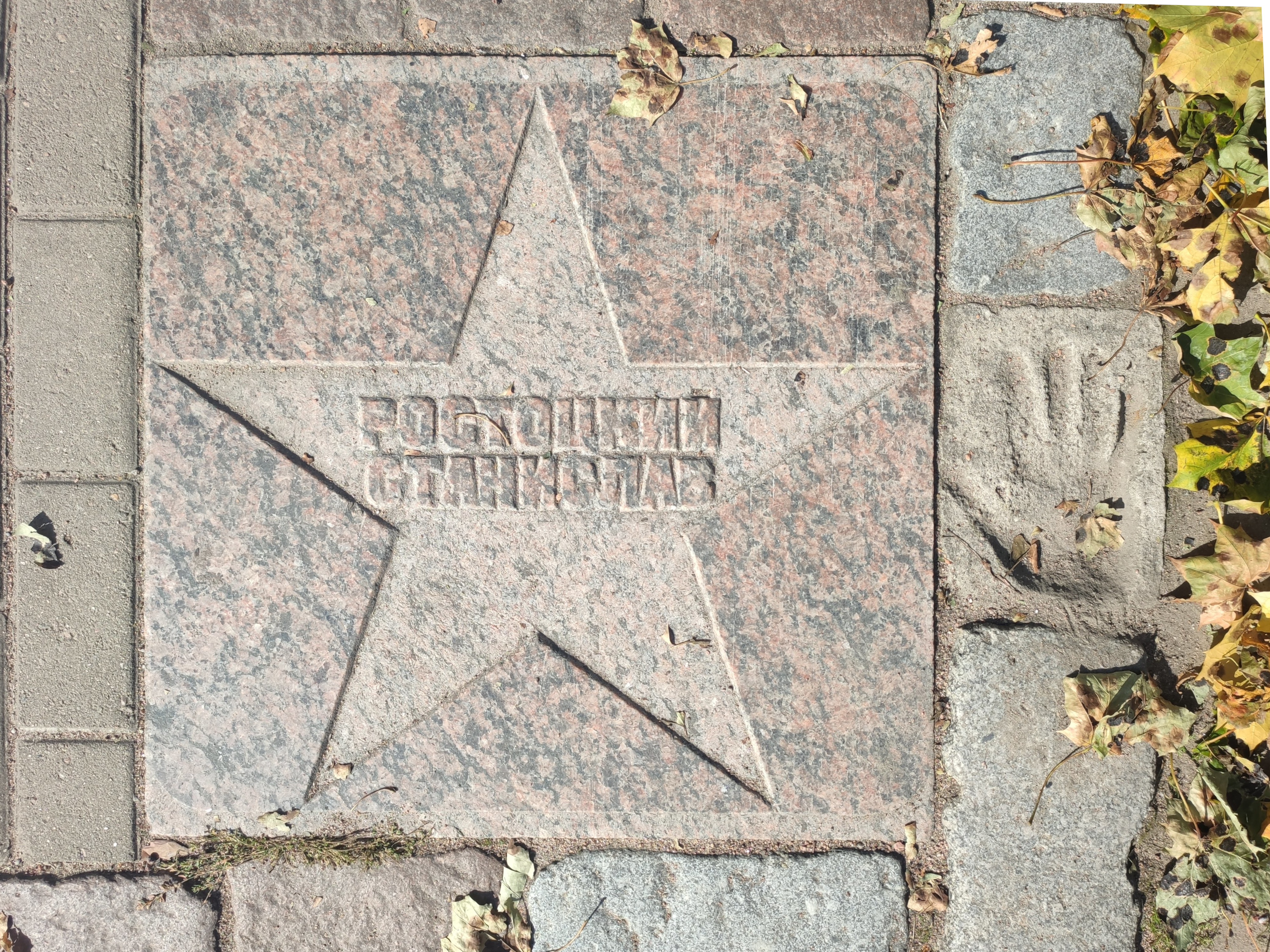
Звезда Станислава Ростоцкого на Аллее актёрской славы в Выборге

- Две номинации на премию «Оскар» за лучший фильм на иностранном языке — фильмы «А зори здесь тихие» (1972) и «Белый Бим Чёрное ухо» (1978).
- Заслуженный деятель искусств РСФСР (1964)
- Народный артист РСФСР (1969) — за заслуги в области советской кинематографии[19]
- Народный артист СССР (1974)
- Ленинская премия (1980) — за фильм «Белый Бим Чёрное ухо» (1977)
- Государственная премия СССР (1970) — за фильм «Доживём до понедельника» (1968)
- Государственная премия СССР (1975) — за фильм «А зори здесь тихие» (1972)
- Премия Ленинского комсомола (1974) — за фильм «А зори здесь тихие» (1972)
- Орден «За заслуги перед Отечеством» IV степени (1996) — за заслуги перед государством, многолетнюю плодотворную деятельность в области культуры и искусства[20]
- Орден Ленина (1982) — за большие заслуги в развитии советского киноискусства и в связи с шестидесятилетием со дня рождения[21]
- Орден Октябрьской революции
- Орден Трудового Красного Знамени
- Орден Отечественной войны I степени (1985)[10]
- Орден Красной Звезды (1944)[10]
- Почётный знак «За развитие рыбного хозяйства России»[22]
- Медали
- ВКФ в Киеве (Третья премия, фильм «Дело было в Пенькове», 1959)
- ВКФ в Минске (Вторая премия, фильм «Майские звёзды», 1960)
- МКФ в Сан-Себастьяне (Диплом, фильм «Герой нашего времени», 1967)
- МКФ в Москве (Золотой приз, фильм «Доживем до понедельника», 1969)
- МКФ в Венеции (Памятный приз, фильм «А зори здесь тихие…», 1972)
- ВКФ в Алма-Ате (Первая премия, фильм «А зори здесь тихие…», 1973)
- МКФ в Карловых Варах (Большой приз жюри «Хрустальный глобус», фильм «Белый Бим Чёрное ухо», 1978)
- ВКФ в Алма-Ате (Приз «За вклад в развитие советского исторического фильма», фильм «И на камнях растут деревья…», 1986)
- КФ «Окно в Европу» в Выборге (Почётный приз «За вклад в киноискусство», 1997)
- Почётный гражданин Выборга (1997)

## Память
В феврале 2002 года школе Высоцка Ленинградской области было присвоено имя режиссёра, который прожил в городе более 15 лет. В 2012 году Высоцкая средняя общеобразовательная школа имени С. И. Ростоцкого была реорганизована путём присоединения к МБОУ СОШ № 12 города Выборга, став структурным подразделением имени С. И. Ростоцкого.